# Target Center
O Target Center é uma arena multifuncional localizada em Minneapolis, inaugurada em 1990. A arena abriga grandes shows, eventos esportivos e eventos privados. A Target Corporation, fundada e sediada em Minneapolis desde 1902, detém os namings right da arena desde a sua abertura.
A arena tem sido a casa do Minnesota Timberwolves da National Basketball Association (NBA) e do Minnesota Lynx da Women's National Basketball Association (WNBA) desde a sua abertura. A instalação também recebeu o Minnesota Valkyrie da LFL, o Minnesota Arctic Blast da RHI e o Minnesota Fighting Pike da Arena Football League.
O Target Center é a segunda arena mais antiga da NBA, perdendo apenas para o Madison Square Garden que foi fundada em 1968.

## História

### Gestão

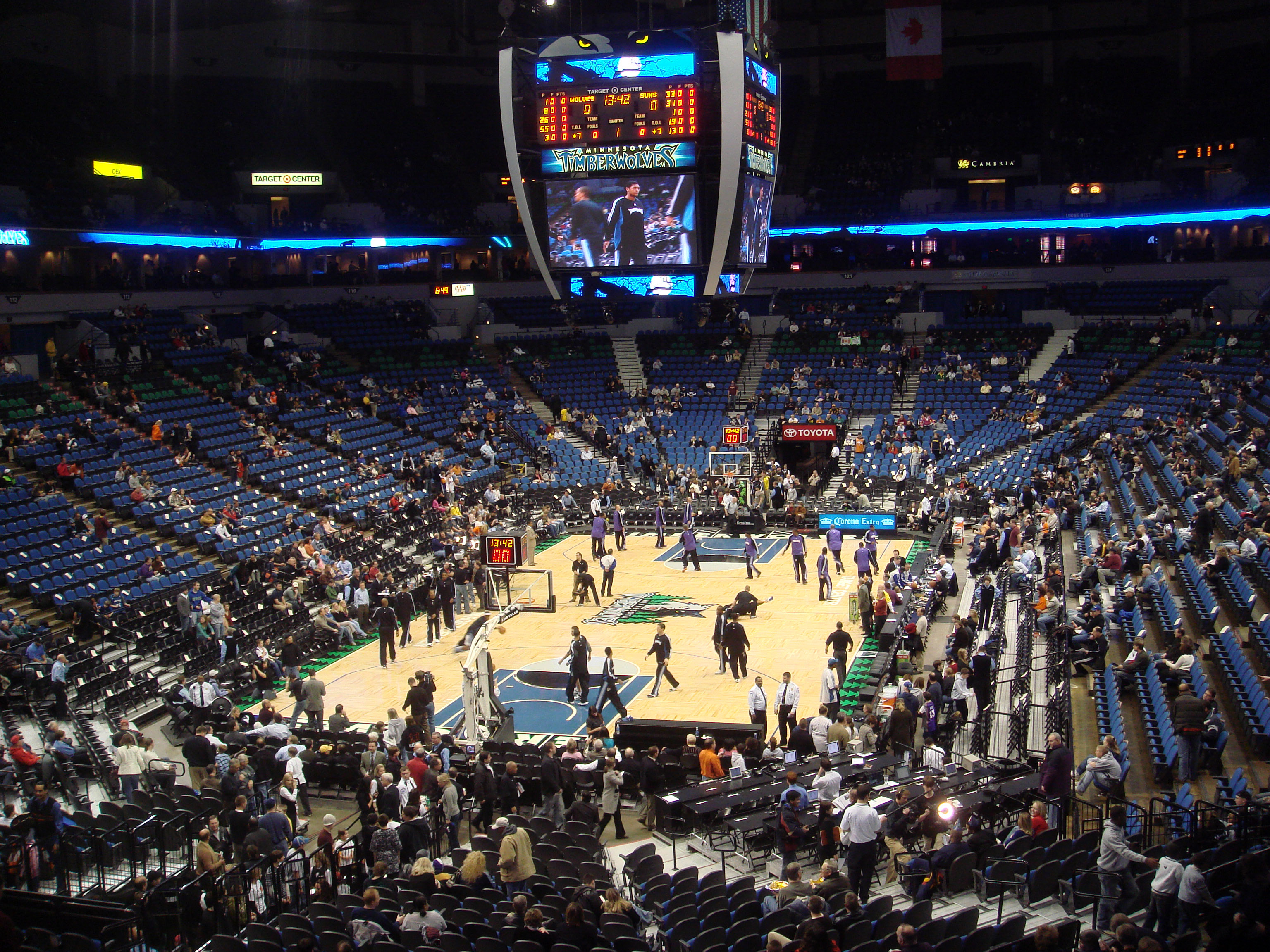
O interior antes de um jogo do Minnesota Timberwolves em janeiro de 2008

Os proprietários originais dos Timberwolves, Marv Wolfenson e Harvey Ratner, construíram, possuíram e operaram a arena por cinco anos a partir de 1990. O local foi administrado pela Ogden Entertainment depois que a cidade de Minneapolis comprou a arena em 1995. Glen Taylor adquiriu o Timberwolves em 1994 e o Lynx em 1999.
Em 2000, a SFX (mais tarde Clear Channel Entertainment) assumiu o contrato. A gestão foi alterada em maio de 2004 de Clear Channel para Midwest Entertainment Group, uma joint venture dos Timberwolves e Nederlander Concerts.
Em 2 de maio de 2007, a AEG Facilities assumiu o contrato de gestão da Target Center. A cidade de Minneapolis é proprietária da arena e a AEG Facilities gerencia as operações do dia-a-dia.

### Renovações

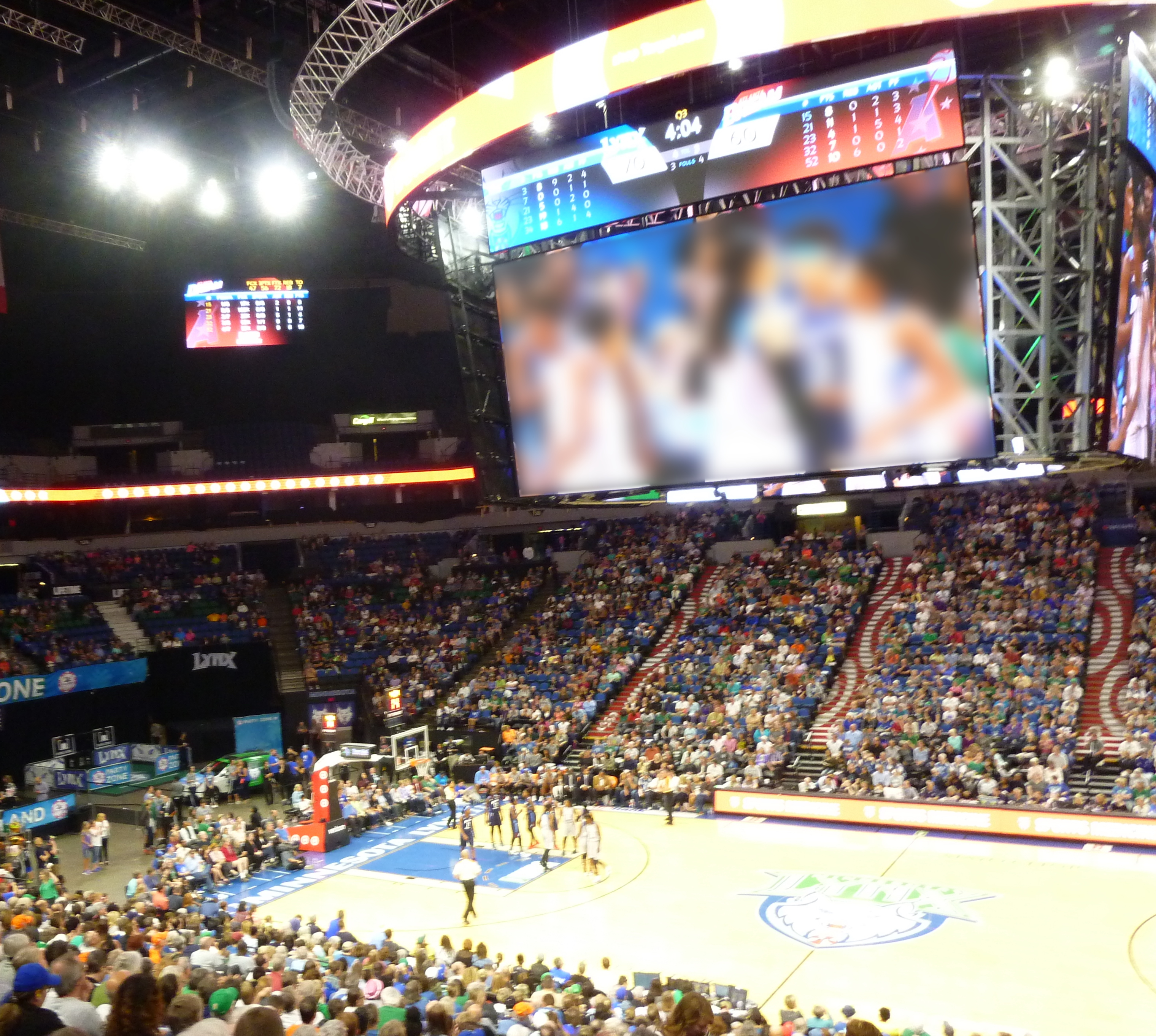
Minnesota Lynx usando o placar Daktronics, parte da renovação de 2016

Em 2004, o Target Center passou por uma grande reforma que viu a substituição de todos os 19.006 assentos originais, além da adição de quase 1.500 novos assentos, bem como a reconfiguração da tigela inferior para tornar a arena mais "amigável aos fãs". Além disso, o placar original da arena foi substituído por uma nova tela de vídeo de 2,7 por 4,9 m e sinalização de LED, um novo lounge (Club Cambria) e acesso aprimorado para os fãs com deficiências.
O Target Center já foi uma das três arenas da NBA, junto com o TD Garden em Boston e a Amway Arena em Orlando, com piso em parquet - o piso foi substituído antes da temporada da NBA de 2007-08.
O Target Center é a primeira arena a ter um telhado verde em 15 de setembro de 2009. Em fevereiro de 2011, os Timberwolves e a cidade de Minneapolis apresentaram uma proposta de US$ 155 milhões para remodelar o Target Center. Os planos incluíam mudar a entrada principal, dois grandes átrios de vidro, outro restaurante e uma remodelação completa do interior. O plano foi aprovado em 2012 pelo Legislativo de Minnesota, como parte do projeto de lei que autorizou um novo estádio para o Minnesota Vikings.
Em 3 de abril de 2015, o Conselho Municipal de Minneapolis deu a aprovação final dos planos de renovação do Target Center. O custo total foi de US$ 140 milhões, que modernizou o exterior, os assentos, a tecnologia e as baias de carga, entre outras áreas. A cidade contribuiu com US$ 74 milhões. Glen Taylor, dono dos Timberwolves e Lynx, pagou um total de US$ 60 milhões; AEG contribuiu com US$ 5,9 milhões. Como resultado, o arrendamento dos Timberwolves vai até 2035. O edifício renovado reabriu em outubro de 2017.

### Naming rights
Em 7 de agosto de 1990, foi anunciado que a Target havia comprado os naming right da arena dos Timberwolves e que ela se chamaria Target Center. Desde então, os direitos foram renovados a cada cinco anos.

## Basquete
Ele sediou o All-Star Game da NBA de 1994, o Final Four Feminino da NCAA de 1995, o Draft da NBA de 2000 e o All-Star Game da WNBA de 2018. Ele estava programado para sediar uma final regional masculina da NCAA em 2021, mas em 16 de novembro de 2020, a NCAA anunciou que realizaria todo o torneio em uma cidade, parecendo descartar Minneapolis. O Target Center sediou o Final Four Feminino da NCAA de 2022.
Em 2011, o Target Center sediou seu primeiro evento de campeonato, as finais da WNBA de 2011. O Minnesota Lynx venceu seus dois primeiros jogos em casa e, finalmente, venceu o título da WNBA, o primeiro título conquistado por um time que jogou no Target Center.
O Target Center sediou a Final do Torneio Feminino da Big Ten em 2023 e 2024 e o Final do Torneio Masculino Big Ten de 2024.

## Hóquei no gelo
O Target Center sediou 6 jogos da NHL em locais neutros durante a temporada de 1993-94. O Minnesota Moose da IHL jogou vários de seus jogos na arena durante sua existência de 1994 a 1996.
| Data                   | Time vencedor       | Resultado | Time perdedor       | Público |
| ---------------------- | ------------------- | --------- | ------------------- | ------- |
| 9 de Dezmebro de 1993  | Dallas Stars        | 6         | Ottawa Senators     | 14,058  |
| 31 de Dezmebro de 1993 | Philadelphia Flyers | 4         | Boston Bruins       | 10,855  |
| 17 de Janeiro de 1994  | Detroit Red Wings   | 6         | Tampa Bay Lightning | 8,764   |
| 4 de Março de 1994     | Winnipeg Jets       | 6         | Ottawa Senators     | 6,388   |
| 18 de Março de 1994    | Buffalo Sabres      | 2         | New York Islanders  | 8,016   |
| 27 de Março de 1994    | New Jersey Devils   | 5         | Quebec Nordiques    | 6,222   |

## Eventos notáveis

### Concertos
A arena tem sido um local popular que já recebeu muitos shows, incluindo artistas como Billy Joel, Celine Dion, Garth Brooks, Justin Bieber, Elton John, Katy Perry, Metallica, Paul McCartney e Prince.

### MMA e luta profissional
A WWE realizou muitos eventos neste local e é mais conhecida pelo SummerSlam de 1999, Judgment Day de 2005, Bragging Rights de 2010, Elimination Chamber de 2014, TLC: Tables, Ladders & Chairs de 2017 e TLC: Tables, Ladders & Chairs de 2019.
A AEW gravou um episódio de seu programa de televisão semanal AEW Rampage na arena em 12 de novembro de 2021. A arena também sediou a edição daquele ano de seu evento anual Full Gear, que ocorreu no dia seguinte.
O Target Center realizou o memorável UFC 87: Seek and Destroy em agosto de 2008, que contou com a luta pelo título dos meio-médios onde Georges St-Pierre derrotou Jon Fitch.
Em 5 de outubro de 2012, o UFC on FX: Browne vs. Pezão foi realizado no local. Em 29 de junho de 2019, o UFC on ESPN: Ngannou vs. dos Santos foi realizado no local.

### Outros eventos
Em 1991, o centro sediou o Campeonato de Patinação Artística dos EUA de 1991, onde a patinadora Tonya Harding se tornou a primeira mulher americana e a segunda no mundo a conseguir um salto triplo axel. Harding levou para casa a medalha de ouro.
Em 1999, o Target Center sediou o evento inaugural "People's Celebration" para o governador Jesse Ventura. O evento atraiu 14.000 pessoas e incluiu apresentações de Jonny Lang, Warren Zevon e America.
O Target Center sediou a convenção Rally for the Republic organizada pela Campaign for Liberty, um movimento fundado pelo congressista do Texas, Ron Paul, que concorreu sem sucesso para a indicação presidencial republicana de 2008. Entre os participantes da convenção estavam o ex-governador de Minnesota, Jesse Ventura, Barry Goldwater Jr., e o ex-governador do Novo México, Gary Johnson.
Em 2016, a arena sediou o Kellogg's Tour of Gymnastics Champions.

## Registros de presença
- O recorde atual de maior público confirmado para um único evento na história da arena foi o jogo entre o Minnesota Timberwolves e o Golden State Warriors em 10 de março de 2017 com a presença de 20.412 pessoas.
- O evento de maior bilheteria de um dia foi o UFC em 8 de agosto de 2009.

## Teatro
O Target Center pode ser convertido em um teatro de 2.500 a 7.500 lugares conhecido como U.S. Bank Theatre. O Teatro contém um sistema de cortinas móveis do chão ao teto que permite que o local seja transformado com base nas necessidades específicas do espetáculo. Além dos shows, o U.S. Bank Theatre também pode ser usado para shows familiares e da Broadway.